# European Championships 2022/Teilnehmer (Estland)
| Gelbes Symbol für Goldmedaillen mit stilisierten Olympischen Ringen | Graues Symbol für Silbermedaillen mit stilisierten Olympischen Ringen | Braundes Symbol für Bronzemedaillen mit stilisierten Olympischen Ringen |
| ------------------------------------------------------------------- | --------------------------------------------------------------------- | ----------------------------------------------------------------------- |
| —                                                                   | —                                                                     | 1                                                                       |

Estland nahm mit 37 Athleten (29 Männer, 8 Frauen) an den European Championships 2022 in München teil.

## Medaillen

### Medaillenspiegel
| Rang   | Sportart       | Gold | Silber | Bronze | Gesamt |
| ------ | -------------- | ---- | ------ | ------ | ------ |
| 1      | Leichtathletik | —    | —      | 1      | 1      |
| Gesamt | Gesamt         | 0    | 0      | 1      | 1      |

### Medaillengewinner
| Name/n        | Sportart       | Wettkampf |
| ------------- | -------------- | --------- |
| Bronze        |                |           |
| Janek Õiglane | Leichtathletik | Zehnkampf |

## Teilnehmer nach Sportarten

### Beachvolleyball
| Athleten                  | Gruppenphase                  | Gruppenphase | 1. Runde                      | 1. Runde | Achtelfinale                | Achtelfinale | Viertelfinale | Viertelfinale | Halbfinale    | Halbfinale    | Finale        | Finale        | Rang |
| Athleten                  | Gegner                        | Erg.         | Gegner                        | Erg.     | Gegner                      | Erg.         | Gegner        | Erg.          | Gegner        | Erg.          | Gegner        | Erg.          | Rang |
| ------------------------- | ----------------------------- | ------------ | ----------------------------- | -------- | --------------------------- | ------------ | ------------- | ------------- | ------------- | ------------- | ------------- | ------------- | ---- |
| Männer                    |                               |              |                               |          |                             |              |               |               |               |               |               |               |      |
| Kusti Nõlvak Mart Tiisaar | Jyrki Nurminen Santeri Siren  | 0:2          | Robin Sowa Lukas Pfretzschner | 2:0      | Julian Hörl Alexander Horst | 1:2          | ausgeschieden | ausgeschieden | ausgeschieden | ausgeschieden | ausgeschieden | ausgeschieden | 9    |
| Kusti Nõlvak Mart Tiisaar | Marco Krattiger Florian Breer | 2:0          | Robin Sowa Lukas Pfretzschner | 2:0      | Julian Hörl Alexander Horst | 1:2          | ausgeschieden | ausgeschieden | ausgeschieden | ausgeschieden | ausgeschieden | ausgeschieden | 9    |

### Kanurennsport
| Athleten           | Wettbewerb | Vorlauf  | Vorlauf | Vorlauf       | Halbfinale    | Halbfinale    | Halbfinale    | Finale        | Finale        | Rang |
| Athleten           | Wettbewerb | Zeit     | Rang    | Qualifikation | Zeit          | Rang          | Qualifikation | Zeit          | Rang          | Rang |
| ------------------ | ---------- | -------- | ------- | ------------- | ------------- | ------------- | ------------- | ------------- | ------------- | ---- |
| Frauen             |            |          |         |               |               |               |               |               |               |      |
| Elizaveta Fedorova | K-1 1000 m | DNS      | DNS     | DNS           | ausgeschieden | ausgeschieden | ausgeschieden | ausgeschieden | ausgeschieden | DNS  |
| Männer             |            |          |         |               |               |               |               |               |               |      |
| Joosep Karlson     | C-1 500 m  | 1:57.075 | 3       | Halbfinale    | 1:54.194      | 7             | B-Finale      | 1:55.737      | 7             | 16   |
| Joosep Karlson     | C-1 1000 m | 4:28.307 | 6       | Halbfinale    | 4:28.805      | 7             | –             | ausgeschieden | ausgeschieden | 13   |
| Kevin Poljans      | K-1 500 m  | 1:50.314 | 7       | Halbfinale    | 1:54.956      | 9             | –             | ausgeschieden | ausgeschieden | 21   |
| Kevin Poljans      | K-1 1000 m | 4:00.205 | 8       | –             | ausgeschieden | ausgeschieden | ausgeschieden | ausgeschieden | ausgeschieden | 24   |
| Kevin Poljans      | K-1 5000 m | —        | —       | —             | —             | —             | —             | KO            | KO            | KO   |

### Leichtathletik
Laufen
| Athleten                                | Wettbewerb          | Vorlauf | Vorlauf | Halbfinale    | Halbfinale    | Finale        | Finale        | Rang |
| Athleten                                | Wettbewerb          | Zeit    | Rang    | Zeit          | Rang          | Zeit          | Rang          | Rang |
| --------------------------------------- | ------------------- | ------- | ------- | ------------- | ------------- | ------------- | ------------- | ---- |
| Frauen                                  |                     |         |         |               |               |               |               |      |
| Marielle Kleemeier                      | 400 m Hürden        | 57,46 s | 7       | ausgeschieden | ausgeschieden | ausgeschieden | ausgeschieden | 33   |
| Männer                                  |                     |         |         |               |               |               |               |      |
| Karl Erik Nazarov                       | 100 m               | 10,39 s | 4       | ausgeschieden | ausgeschieden | ausgeschieden | ausgeschieden | 26   |
| Keiso Pedriks                           | 110 m Hürden        | 13,83 s | 8       | ausgeschieden | ausgeschieden | ausgeschieden | ausgeschieden | 27   |
| Roman Fosti                             | Marathon            | —       | —       | —             | —             | 2:19:34 h     | 41            | 41   |
| Kaur Kivistik                           | Marathon            | —       | —       | —             | —             | 2:17:51 h     | 32            | 32   |
| Tiidrek Nurme                           | Marathon            | —       | —       | —             | —             | 2:12:46 h     | 11            | 11   |
| Roman Fosti Kaur Kivistik Tiidrek Nurme | Marathon Mannschaft | —       | —       | —             | —             | 6:50:11 h     | 6             | 6    |

Springen und Werfen
| Athleten                  | Wettbewerb | Qualifikation | Qualifikation | Finale        | Finale        | Rang |
| Athleten                  | Wettbewerb | Weite/Höhe    | Rang          | Weite/Höhe    | Rang          | Rang |
| ------------------------- | ---------- | ------------- | ------------- | ------------- | ------------- | ---- |
| Frauen                    |            |               |               |               |               |      |
| Karmen Bruus              | Hochsprung | 1,83 m        | 10            | ausgeschieden | ausgeschieden | 13   |
| Gedly Tugi                | Speerwurf  | 54,38 m       | 10            | ausgeschieden | ausgeschieden | 18   |
| Männer                    |            |               |               |               |               |      |
| Hans-Christian Hausenberg | Weitsprung | NM            | 12            | ausgeschieden | ausgeschieden | 22   |

Mehrkampf
| Athleten      | 100 m   | 100 m | Weitsprung | Weitsprung | Kugelstoßen | Kugelstoßen | Hochsprung | Hochsprung | 400 m   | 400 m | 110 m Hürden | 110 m Hürden | Diskuswurf | Diskuswurf | Stabhochsprung | Stabhochsprung | Speerwurf | Speerwurf | 1500 m      | 1500 m | Punkte | Rang   |
| Athleten      | Zeit    | Pkte. | Weite      | Pkte.      | Weite       | Pkte.       | Höhe       | Pkte.      | Zeit    | Pkte. | Zeit         | Pkte.        | Weite      | Pkte.      | Höhe           | Pkte.          | Weite     | Pkte.     | Zeit        | Pkte.  | Punkte | Rang   |
| ------------- | ------- | ----- | ---------- | ---------- | ----------- | ----------- | ---------- | ---------- | ------- | ----- | ------------ | ------------ | ---------- | ---------- | -------------- | -------------- | --------- | --------- | ----------- | ------ | ------ | ------ |
| Zehnkampf     |         |       |            |            |             |             |            |            |         |       |              |              |            |            |                |                |           |           |             |        |        |        |
| Karel Tilga   | 11,27 s | 801   | 7,28 m     | 881        | 15,21 m     | 803         | 1,96 m     | 767        | 50,66 s | 784   | 15,16 s      | 830          | 49,91 m    | 869        | NM             | 0              | DNS       | 0         | DNS         | 0      | 5735   | DNF    |
| Janek Õiglane | 11,01 s | 858   | 7,27 m     | 878        | 14,82 m     | 779         | 2,02 m     | 822        | 48,80 s | 871   | 14,39 s      | 925          | 41,97 m    | 705        | 5,10 m         | 941            | 70,94 m   | 904       | 4:42,78 min | 663    | 8346   | Bronze |
| Maicel Uibo   | 11,30 s | 795   | 7,23 m     | 869        | 14,55 m     | 762         | 2,08 m     | 878        | 50,21 s | 805   | 14,79 s      | 875          | 46,59 m    | 800        | 5,30 m         | 1004           | 62,74 m   | 779       | 4:42,18 min | 667    | 8234   | 5      |

### Radsport

#### Straße
| Athleten          | Wettbewerb       | Zeit         | Rang |
| ----------------- | ---------------- | ------------ | ---- |
| Männer            |                  |              |      |
| Tanel Kangert     | Einzelzeitfahren | 28:31,33 min | 10   |
| Tanel Kangert     | Straßenrennen    | 4:39:18 h    | 62   |
| Martin Laas       | Straßenrennen    | 4:38:49 h    | 12   |
| Karl Patrick Lauk | Straßenrennen    | 4:40:59 h    | 94   |
| Oskar Nisu        | Straßenrennen    | 4:40:10 h    | 85   |
| Norman Vahtra     | Straßenrennen    | 4:39:18 h    | 63   |

#### Mountainbike
| Athleten    | Wettbewerb    | Zeit      | Rang |
| ----------- | ------------- | --------- | ---- |
| Frauen      |               |           |      |
| Janika Lõiv | Cross-Country | 1:34:04 h | 11   |

### Rudern
| Athleten                                                 | Wettbewerb                  | Vorlauf     | Vorlauf | Vorlauf       | Hoffnungslauf | Hoffnungslauf | Hoffnungslauf  | Halbfinale  | Halbfinale | Halbfinale    | Finale      | Finale | Rang |
| Athleten                                                 | Wettbewerb                  | Zeit        | Platz   | Qualifikation | Zeit          | Platz         | Qualifikation  | Zeit        | Platz      | Qualifikation | Zeit        | Platz  | Rang |
| -------------------------------------------------------- | --------------------------- | ----------- | ------- | ------------- | ------------- | ------------- | -------------- | ----------- | ---------- | ------------- | ----------- | ------ | ---- |
| Männer                                                   |                             |             |         |               |               |               |                |             |            |               |             |        |      |
| Andrei Jamsa                                             | Einer                       | 8:32,71 min | 4       | Hoffnungslauf | 8:13,64 min   | 5             | C/D-Halbfinale | abgesagt    | abgesagt   | C-Finale      | 8:12,14 min | 5      | 17   |
| Ander Koppel Elar Loot                                   | Leichtgewichts-Doppelzweier | 7:31,83 min | 6       | Hoffnungslauf | 7:09,85 min   | 4             | B-Finale       | —           | —          | —             | 6:59,60 min | 4      | 10   |
| Mikhail Kushteyn Allar Raja Tõnu Endrekson Johann Poolak | Doppelvierer                | 6:41,64 min | 4       | Hoffnungslauf | 6:14,87 min   | 2             | Halbfinale     | 6:22,53 min | 3          | A-Finale      | 6:13,82 min | 5      | 5    |

### Tischtennis
| Athleten                         | Wettbewerb | Gruppenphase        | Gruppenphase | Vorrunde      | Vorrunde      | 1. Runde                                | 1. Runde      | 2. Runde                              | 2. Runde      | Achtelfinale  | Achtelfinale  | Viertelfinale | Viertelfinale | Halbfinale    | Halbfinale    | Finale        | Finale        | Rang          |
| Athleten                         | Wettbewerb | Gegner              | Erg.         | Gegner        | Erg.          | Gegner                                  | Erg.          | Gegner                                | Erg.          | Gegner        | Erg.          | Gegner        | Erg.          | Gegner        | Erg.          | Gegner        | Erg.          | Rang          |
| -------------------------------- | ---------- | ------------------- | ------------ | ------------- | ------------- | --------------------------------------- | ------------- | ------------------------------------- | ------------- | ------------- | ------------- | ------------- | ------------- | ------------- | ------------- | ------------- | ------------- | ------------- |
| Männer                           |            |                     |              |               |               |                                         |               |                                       |               |               |               |               |               |               |               |               |               |               |
| Toomas Libene                    | Einzel     | Samuel Kulczycki    | 0:3          | ausgeschieden | ausgeschieden | ausgeschieden                           | ausgeschieden | ausgeschieden                         | ausgeschieden | ausgeschieden | ausgeschieden | ausgeschieden | ausgeschieden | ausgeschieden | ausgeschieden | ausgeschieden | ausgeschieden | ausgeschieden |
| Toomas Libene                    | Einzel     | Kestutis Zeimys     | 0:3          | ausgeschieden | ausgeschieden | ausgeschieden                           | ausgeschieden | ausgeschieden                         | ausgeschieden | ausgeschieden | ausgeschieden | ausgeschieden | ausgeschieden | ausgeschieden | ausgeschieden | ausgeschieden | ausgeschieden | ausgeschieden |
| Toomas Libene                    | Einzel     | Csaba András        | 0:3          | ausgeschieden | ausgeschieden | ausgeschieden                           | ausgeschieden | ausgeschieden                         | ausgeschieden | ausgeschieden | ausgeschieden | ausgeschieden | ausgeschieden | ausgeschieden | ausgeschieden | ausgeschieden | ausgeschieden | ausgeschieden |
| Alexander Smirnow                | Einzel     | Jaroslaw Schmudenko | 1:3          | ausgeschieden | ausgeschieden | ausgeschieden                           | ausgeschieden | ausgeschieden                         | ausgeschieden | ausgeschieden | ausgeschieden | ausgeschieden | ausgeschieden | ausgeschieden | ausgeschieden | ausgeschieden | ausgeschieden | ausgeschieden |
| Alexander Smirnow                | Einzel     | Petjo Krastew       | 0:3          | ausgeschieden | ausgeschieden | ausgeschieden                           | ausgeschieden | ausgeschieden                         | ausgeschieden | ausgeschieden | ausgeschieden | ausgeschieden | ausgeschieden | ausgeschieden | ausgeschieden | ausgeschieden | ausgeschieden | ausgeschieden |
| Alexander Smirnow                | Einzel     | Pavel Širuček       | 2:3          | ausgeschieden | ausgeschieden | ausgeschieden                           | ausgeschieden | ausgeschieden                         | ausgeschieden | ausgeschieden | ausgeschieden | ausgeschieden | ausgeschieden | ausgeschieden | ausgeschieden | ausgeschieden | ausgeschieden | ausgeschieden |
| Toomas Libene Alexander Smirnow  | Doppel     | —                   | —            | —             | —             | Freilos                                 | Freilos       | Miłosz Redzimski / Vladislav Ursu     | 1:3           | ausgeschieden | ausgeschieden | ausgeschieden | ausgeschieden | ausgeschieden | ausgeschieden | ausgeschieden | ausgeschieden | 33            |
| Frauen                           |            |                     |              |               |               |                                         |               |                                       |               |               |               |               |               |               |               |               |               |               |
| Airi Avameri                     | Einzel     | Annett Kaufmann     | 1:3          | Tania Plaian  | 1:3           | ausgeschieden                           | ausgeschieden | ausgeschieden                         | ausgeschieden | ausgeschieden | ausgeschieden | ausgeschieden | ausgeschieden | ausgeschieden | ausgeschieden | ausgeschieden | ausgeschieden | 73            |
| Airi Avameri                     | Einzel     | Elisavet Terpou     | 3:1          | Tania Plaian  | 1:3           | ausgeschieden                           | ausgeschieden | ausgeschieden                         | ausgeschieden | ausgeschieden | ausgeschieden | ausgeschieden | ausgeschieden | ausgeschieden | ausgeschieden | ausgeschieden | ausgeschieden | 73            |
| Reelica Hanson                   | Einzel     | Nicole Arlia        | 1:3          | ausgeschieden | ausgeschieden | ausgeschieden                           | ausgeschieden | ausgeschieden                         | ausgeschieden | ausgeschieden | ausgeschieden | ausgeschieden | ausgeschieden | ausgeschieden | ausgeschieden | ausgeschieden | ausgeschieden | ausgeschieden |
| Reelica Hanson                   | Einzel     | Charlotte Bardsley  | 0:3          | ausgeschieden | ausgeschieden | ausgeschieden                           | ausgeschieden | ausgeschieden                         | ausgeschieden | ausgeschieden | ausgeschieden | ausgeschieden | ausgeschieden | ausgeschieden | ausgeschieden | ausgeschieden | ausgeschieden | ausgeschieden |
| Airi Avameri Reelica Hanson      | Doppel     | —                   | —            | —             | —             | Freilos                                 | Freilos       | Izabela Lupulesku / Dragana Vignjević | 1:3           | ausgeschieden | ausgeschieden | ausgeschieden | ausgeschieden | ausgeschieden | ausgeschieden | ausgeschieden | ausgeschieden | 33            |
| Mixed                            |            |                     |              |               |               |                                         |               |                                       |               |               |               |               |               |               |               |               |               |               |
| Toomas Libene Airi Avameri       | Doppel     | —                   | —            | —             | —             | Filip Mladenovski / Amelija Uce-Nikolov | 3:0           | Truls Möregårdh / Linda Bergström     | 2:3           | ausgeschieden | ausgeschieden | ausgeschieden | ausgeschieden | ausgeschieden | ausgeschieden | ausgeschieden | ausgeschieden | 33            |
| Alexander Smirnow Reelica Hanson | Doppel     | —                   | —            | —             | —             | Daniels Kogans / Ramona Betz            | 3:1           | Borgar Haug / Rebekka Carlsen         | 0:3           | ausgeschieden | ausgeschieden | ausgeschieden | ausgeschieden | ausgeschieden | ausgeschieden | ausgeschieden | ausgeschieden | 33            |

### Triathlon
| Athleten      | Wettbewerb | Zeit      | Rang |
| ------------- | ---------- | --------- | ---- |
| Frauen        |            |           |      |
| Kaidi Kivioja | Einzel     | 1:59:28 h | 32   |
| Männer        |            |           |      |
| Henry Räppo   | Einzel     | 1:47:35   | 41   |
| Karl Vabaorg  | Einzel     | LAP       | LAP  |